# Ramón F. Suárez
Ramón F. Suárez (l'Havana, 2 de setembre de 1930 - París, 6 de desembre 2016) va ser un director de fotografia cubà. Va estudiar a l'Escuela de Bellas Artes de San Alejandro. Va treballar a la televisió com a dibuixant de layouts per a comercials. Posteriorment treballaria en el Departament de Càmera i va viatjar per Sud-amèrica i Europa fins que va tornar a Cuba en 1960 per petició de Tomás Gutiérrez Alea i es va incorporar a la naixent cinematografia cubana. Va realitzar alguns reportatges i notícies per al Noticiari ICAIC Llatinoamericà. El 1992 va rebre el premi a la millor direcció de fotografia al XXV Festival Internacional de Cinema Fantàstic de Sitges.

## Filmografia
- 1960, Congreso de juventudes (Doc.). Dir. Fernando Villaverde.
- 1960, Patria o Muerte (Doc.). Dir. Julio García Espinosa.
- 1960, El Negro (Camarógrafo).
- 1961, Cuba pueblo armado (Doc.). Dir. Joris Ivens.
- 1961, El joven rebelde (LM. Ficc.). Dir. Julio García Espinosa.
- 1961, Napoleón gratis (dr. fot).
- 1961, Carnet de viaje (Doc.). Dir. Joris Ivens.
- 1962, Las doce sillas (LM. Ficc.). Dir. Tomás Gutiérrez Alea.
- 1962, Hemingway (Doc.). Dir. Fausto Canel.
- 1962, Primer carnaval socialista (Doc.). Dir. Alberto Roldán.
- 1963, Grabados revolucionarios (Dirección. Doc.).
- 1964, Cumbite (LM. Ficc.). Dir. Tomás Gutiérrez Alea.
- 1964, Tránsito (LM. Ficc.). Dir. Eduardo Manet.
- 1964, Romeo y Julieta 64 (Dirección).
- 1965, Un día en el solar (LM Ficc.). Dir. Eduardo Manet.
- 1966, La muerte de un burócrata (LM Ficc.). Dir. Tomás Gutiérrez Alea.
- 1968, Memorias del subdesarrollo (LM Ficc.). Dir. Tomás Gutiérrez Alea.
- 1983. Pura sangre de Luis Ospina
- 1992. L'Œil qui ment de Raoul Ruiz